# Severius Jamil Hawa
Sewer (imię świeckie Jamil Hawa, ur. 14 kwietnia 1931 w Mosulu) – duchowny Syryjskiego Kościoła Ortodoksyjnego, od 1980 arcybiskup Bagdadu i Basry.

## Życiorys
Święcenia kapłańskie przyjął 5 marca 1955. Sakrę biskupią otrzymał 18 października 1970. W 1971 został mianowany wikariuszem patriarszym Damaszku, a 22 października 1980 arcybiskupem Bagdadu i Basry.